# グランデコスノーリゾート
グランデコスノーリゾートは、福島県北塩原村にある西吾妻山の支峰である西大巓の南斜面側に広がるスキー場である。

## 概要
福島県北塩原村にあるスキーリゾート施設で施設全体をEN RESORT Grandecoといい、The COURT株式会社が運営している。
ホテルも併設されており、スノーアクティヴィティのみにとどまらずリゾート地として利用できる。ホテルに隣接して約2kmのクロスカントリーコースが設置されている。
総面積58ヘクタール。最高標高が1590メートルと、このエリアではもっとも高く、奥行きのあるロングコースを擁している。
名称の由来は「デコ平」という現地名が名前の由来。
索道はゴンドラとフード付きのクワッドリフトであり、風が強めの日でも、風による寒さをあまり気にせず乗車することができる。
夏季には「ゴンドラリフト」を利用し、トレッキングコースなどを営業している。また紅葉する秋季にもゴンドラの運営を行っている。
1992年に東急電鉄として開発し、開業。総合保養地域整備法（リゾート法）適用第1号となった会津フレッシュリゾート構想の1つに基づいて建設された。その後、2003年に東急不動産に委譲され、東急リゾーツ&ステイが運営していた。しかし、2022年7月1日をもって東急不動産は同施設の保有から撤退。東急グループの東急リゾーツ&ステイが運営していたが2023年3月までに譲渡し、東急グループとしては完全に撤退することとなった。譲渡先等は譲渡先側の意向により非開示とされているが、報道等でThe COURT株式会社が譲渡先として明らかになっており、同社が2023年7月から運営を引き継ぐこととなっている。
2022年8月4日、グランデコ付近の中ノ沢川が豪雨のため氾濫、施設に通じる道路が通行不能となった。当日中に通行は可能となったが、一時的に宿泊客ら100人以上が孤立状態となった。

## ゲレンデ
コース数は10。
リフトは4基（ゴンドラ1基,クワッドリフト3基、1基廃止）。
キッカーなどが設置されたパークもある。

### リフト
- ゴンドラ（6人乗り高速ゴンドラ、2,392m）
- 第一クワッド（フード付き高速リフト、1,496m）
- 第二クワッド（フード付き高速リフト、1,011m）
- 第三クワッド（フード付き高速リフト、1,138m）
- 第四クワッド（フード付き高速リフト、777m、廃止）

### コース
| コース名    | 長さ/最大斜度 |                                                                                     |
| ----------- | ------------- | ----------------------------------------------------------------------------------- |
| The Rock    | 1,400m/28°    |                                                                                     |
| View        | 450m/25°      |                                                                                     |
| Powder      | 700m/26°      | 第四クワッドリフトが廃止されたことでViewコース途中から250ｍほど自力で登る必要がある |
| Tree        | 1,300m/22°    | ツリーラン風のコース                                                                |
| Main Street | 2,500m/23°    |                                                                                     |
| Freeride    | 450m/28°      | コブ斜面                                                                            |
| Alpen       | 400m/23°      |                                                                                     |
| Forest      | 1,500m/10°    | Main Streetからこのコースに行くことで全長４㎞のロングランを楽しめる                 |
| Fall Line   | 200m/33°      | スキー場最大斜度の斜面                                                              |
| Hotel Road  | 250m          | 併設するグランデコホテルへの連絡路                                                  |

## 交通アクセス
- 磐越自動車道・猪苗代磐梯高原ICから約30分。
- JR猪苗代駅からシャトルバスで40分。
- 郡山駅から福島交通が季節運行、約２時間。

## 沿革
- 1992年 - 東急電鉄として開発し、開業。
- 2003年 - 東急不動産に譲渡された。
- 2004年 - 東急ハーヴェストクラブ裏磐梯グランデコ開設。
- 2011年 - 東急リゾートサービス（現：東急リゾーツ&ステイ）に運営を移換。
- 2022年7月1日 - 東急リゾーツ&ステイが譲渡。[3]
- 2023年3月31日 - 譲渡の上、ホテル、東急ハーヴェストクラブを含め、東急リゾーツ&ステイとしての運営を終了。
- 2023年7月1日 - The COURT株式会社に運営体制を移行し「EN RESORT Grandeco」としてリブランド。第一弾としてホテルを「ＥＮリゾートグランデコホテル」として改装の上、同日オープン。※スキー場「グランデコスノーリゾート」は来季から運営開始予定。[4]